# David Copperfield (novela)
David Copperfield es el octavo libro escrito por Charles Dickens, del género "novela de aprendizaje", narrada por su protagonista, quien detalla sus aventuras en su viaje de la infancia a la madurez. Fue publicada por entregas mensuales entre mayo de 1849 y noviembre de 1850, y en forma de libro en 1850.
Muchos elementos de la novela hacen referencia a la propia vida de Dickens, siendo probablemente la más autobiográfica de todas sus obras. Así también, el mismo Dickens señaló en un prólogo de la novela "de todos mis libros, éste es el que más me gusta", y luego "como muchos padres, tengo un hijo preferido, un hijo que es mi debilidad; este hijo se llama David Copperfield".

## Antecedentes
Charles Dickens trabajó en David Copperfield durante dos años, entre 1848 y 1850, planificando cuidadosamente su trama y estructura.

## Análisis
La historia es contada casi completamente desde el punto de vista de un narrador en primera persona, el mismo David Copperfield, siendo la primera novela de Dickens en hacerlo de tal manera.
Críticamente, se le considera como un Bildungsroman y sería tan influyente como Grandes esperanzas (1861) del mismo Dickens, Jude el oscuro de Thomas Hardy, The Way of All Flesh de Samuel Butler, Tono-Bungay de H. G. Wells, Hijos y amantes de D. H. Lawrence, y Retrato del artista adolescente de James Joyce.
Como todo Bildungsroman, posee de principio a fin un tema principal, la disciplinación de la vida emocional y moral del héroe de la novela. Aprendemos a ir en contra de "el primer impulso erróneo del corazón indisciplinado", un motivo que se repite a través de todas las relaciones y los personajes de la novela.
Los personajes de la novela generalmente pertenecen a una de tres categorías: los que tienen corazones disciplinados, los que carecen de un corazón disciplinado, y los que desarrollan corazones disciplinados en el tiempo. Los personajes que caen en la primera categoría incluyen a la madura y preocupada Agnes Wickfield y el abnegado y misericordioso Sr. Pegotty. El avaro e intrigante Uriah Heep y el ególatra e inconsiderado James Steerforth son ejemplos de personajes que pertenecen a la segunda categoría. Miembros de la tercera categoría incluyen a David Copperfield, quien aprende a tomar decisiones más sabias en sus relaciones a través de la experiencia personal, y su tía Betsy Trotwood, que en un comienzo carece de consideración por otros, pero que se convierte en menos desconsiderada al pasar el tiempo.
Dickens a través de toda la novela utiliza a los personajes y eventos a modo de comparación y contraste entre ellos en términos de sabiduría y disciplina. Una buena comparación es Agnes Wickfield y Dora Spenlow: Dora carece de madurez y es incapaz de manejar situaciones tensas, generalmente rompiendo en llanto, mientras Agnes permanece calma y segura de sí incluso en problemas, sometiéndose raras veces a sus emociones. Otra buena comparación es Ham Pegotty y el Sr. Pegotty, y la Sra. Steerforth y la Srta. Dartle: las últimas dos desesperan con la pérdida de Steerforth, permitiendo que ello las aflija por toda la vida, mientras que los dos primeros asumen la pérdida de Emily con dignidad y reserva. A pesar de la premisa de su trabajo, Dickens no le da a David Copperfield una sensación almidonada o artificial, haciendo de esta novela un despliegue máximo de su genialidad en acción.

## Resumen
El libro es la narración por parte de David, desde su nacimiento hasta su muerte, y de aquellos que le rodearon, para bien o para mal. Inicia el día en que nació, ayudado a venir al mundo por el Dr. Chillip, cuando su padre ya había fallecido. Clara era el nombre de su madre, y el de su niñera también, aunque esta es llamada en todo el relato por su nombre familiar Pegotty. Betsy Trotwood es la tía del padre de Copperfield, y visita a Clara el día en que nace David, esperando ayudarle en la crianza del bebé si es una niña, sin embargo, se marcha decepcionada al ver que es un niño.
Clara se vuelve a casar cuando Copperfield tiene alrededor de siete años, con el Señor Murdstone, un tipo severo cuya ocupación en la vida pareciera ser casarse con jovencitas con dinero, e imponerle después su severo régimen, mismo que tuvo tristes consecuencias para con Copperfield y su madre. Mientras ocurre la boda y luna de miel de su madre, David es enviado a Yarmouth, a vivir una temporada con la familia de Pegotty, unos humildes pescadores que viven en un barco. Ahí conoce David a su primer amor infantil: Emily.
Clara es infeliz en su vida, ya no solo por el régimen de Murdstone, sino que este es reforzado por la hermana de este, que se traslada a vivir con ellos para ayudarla a dirigir la casa, aunque en realidad toma todas las atribuciones de dirección, reduciendo a Clara a una simple inquilina sin voz ni voto. Dicha situación deteriora la salud de Clara, quien a la vuelta de David durante el invierno, ha tenido un bebé. De regreso en el colegio, David recibe la noticia de la muerte de su madre, seguida por la de su recién nacido hijo. 
David queda abandonado a su suerte desde entonces, ya no vuelve a la escuela y para deshacerse de él, es enviado a trabajar a un negocio del que Murdstone es socio. Es alojado cerca de su trabajo por la familia Micawber, cuyas penalidades económicas David comparte por algún tiempo.
Después de la muerte de Clara, Pegotty acepta casarse con el cochero Barkis, dado que este matrimonio le da ventajas para mantenerse cerca de David. En una ocasión, David decide que esa vida no es lo que su madre querría para él ni la que él quiere, así que escapa en busca de su tía abuela Betsy Trotwood, en una lastimera travesía que finaliza en casa de su tía, a quien pide amparo. Inicialmente la Sra. Trotwood no sabe qué hacer, por lo que llama a los hermanos Murdstone, a quienes se enfrenta en su decisión de encargarse del futuro del pequeño.
Empieza una nueva vida para Copperfield, quien es enviado a una nueva escuela y puesto al cuidado de Mr. Wickfield, quien tiene una hija llamada Agnes, y bajo la dirección del Dr. Strong, director de la escuela y esposo de una jovencísima Sra. Strong.
La escuela acaba, para satisfacción de Betsy, quien coloca a Trotwood, como ha rebautizado a David, como aprendiz de procurador, posición donde conoce a la hija de su empleador, Dora Spenlow, de quien se enamora.
Se casa con Dora, pero poco tiempo después esta enferma, y reconoce que fue un error casarse con David.
David se da cuenta de que siempre estuvo enamorado de Agnes y es con ella con quien quiere estar. Se casan, y David deja la profesión de abogado para ser escritor.

## Traducciones
- Anónima, publicada en el diario La España, de Madrid, 1851. Ver.
- Anónima, París: Correo de Ultramar, 1871. (Traducida del francés). Ver.
- Manuel Rodríguez-Navas, París: Éditions Louis Michaud, s. a.
- Rosa Cabrera, Madrid: Saturnino Calleja Fernández, c. 1900.
- Gregorio Lafuerza, Buenos Aires: La Nación, 1916 (Biblioteca de La Nación, en tres tomos)
- Carmen Abréu de Peña, Madrid: Calpe, 1924 (Colección Universal, en cuatro tomos).
- María Nélida Bourquet de Ruiz, Buenos Aires: Ed. A. Bois, 1940.
- Gregorio Lafuerza, Barcelona: Ramón Sopena, 1941.
- Juan G. de Luaces, Barcelona: Joaquín Gil, 1943.
- Pedro E. Labrousse, Buenos Aires: Tor, 1946.
- Selma Pereira de Calimani, Buenos Aires: Peuser, 1946.
- José Méndez Herrera, Madrid: Aguilar, 1950.
- Manuel Rossell Pesant, Barcelona: Mateu, 1953.
- María del Pilar Ganose, Madrid: EDAF, 1964.
- Jaime Piñeiro, Barcelona: Bruguera, 1970.
- Claudia Gancho, Madrid: Asuri, 1984.
- Julio Herrero, Madrid: Gaviota, 1989.
- Marta Salís, Barcelona: Alba, 2005.
- Miguel Ángel Pérez Pérez, Alianza Editorial, 2020.